# Ратгаусплац (Відень)
Ратгаусплац (нім. Rathausplatz) розташований у 1-му районі Відня (Внутрішнє місто). Назва майдану походить від побудованої тут ратуші, в якій нині розміщується мерія Відня. Це одне з найважливіших місць у центрі Відня.

## Історія

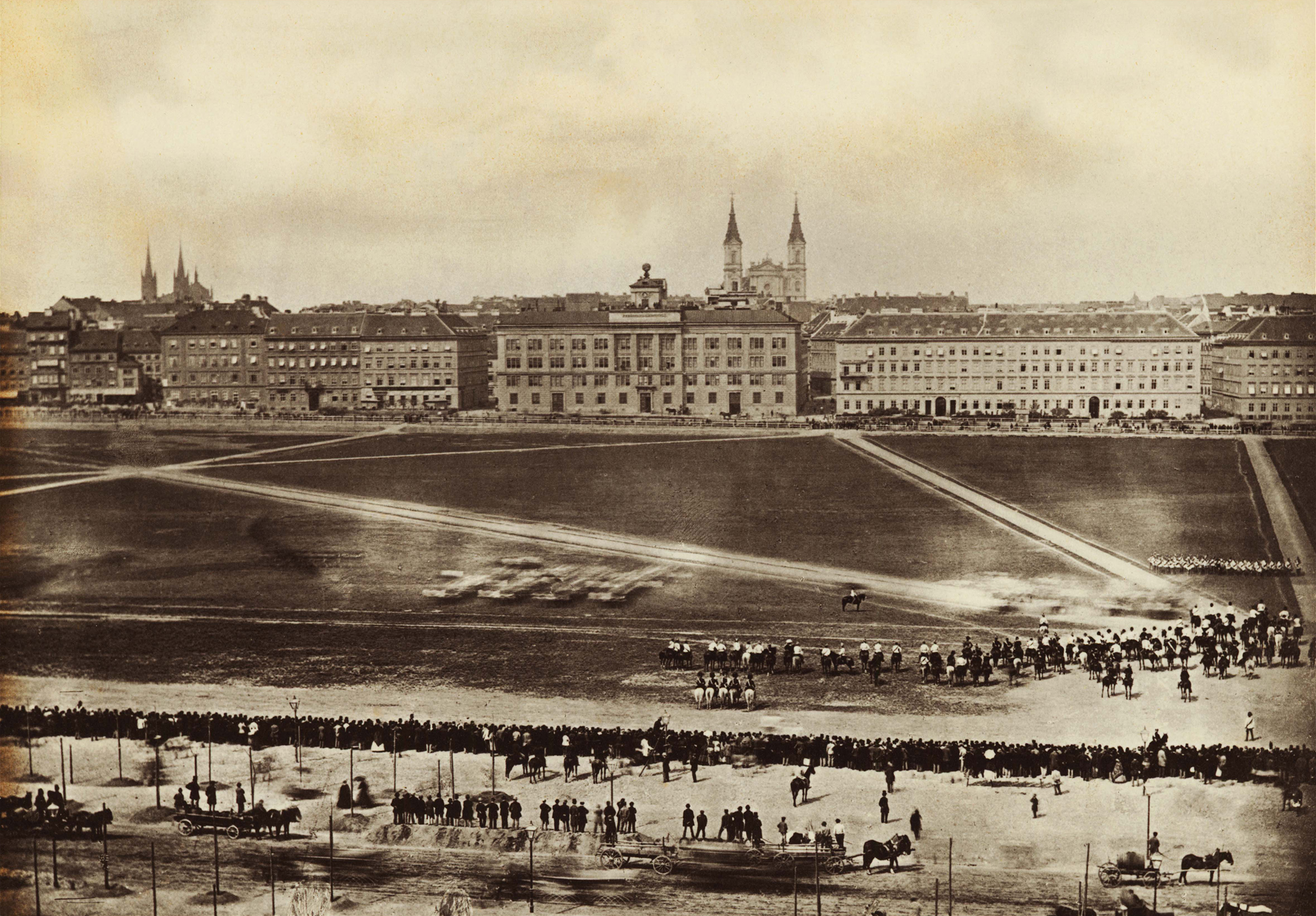
Йозефштадтський глацис, вигляд у 1860 році

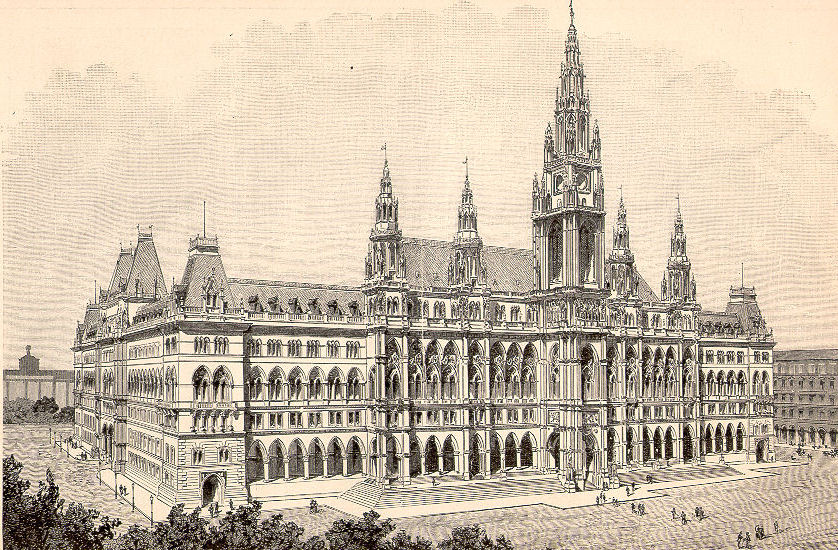
Віденська ратуша, вигляд у 1891 році

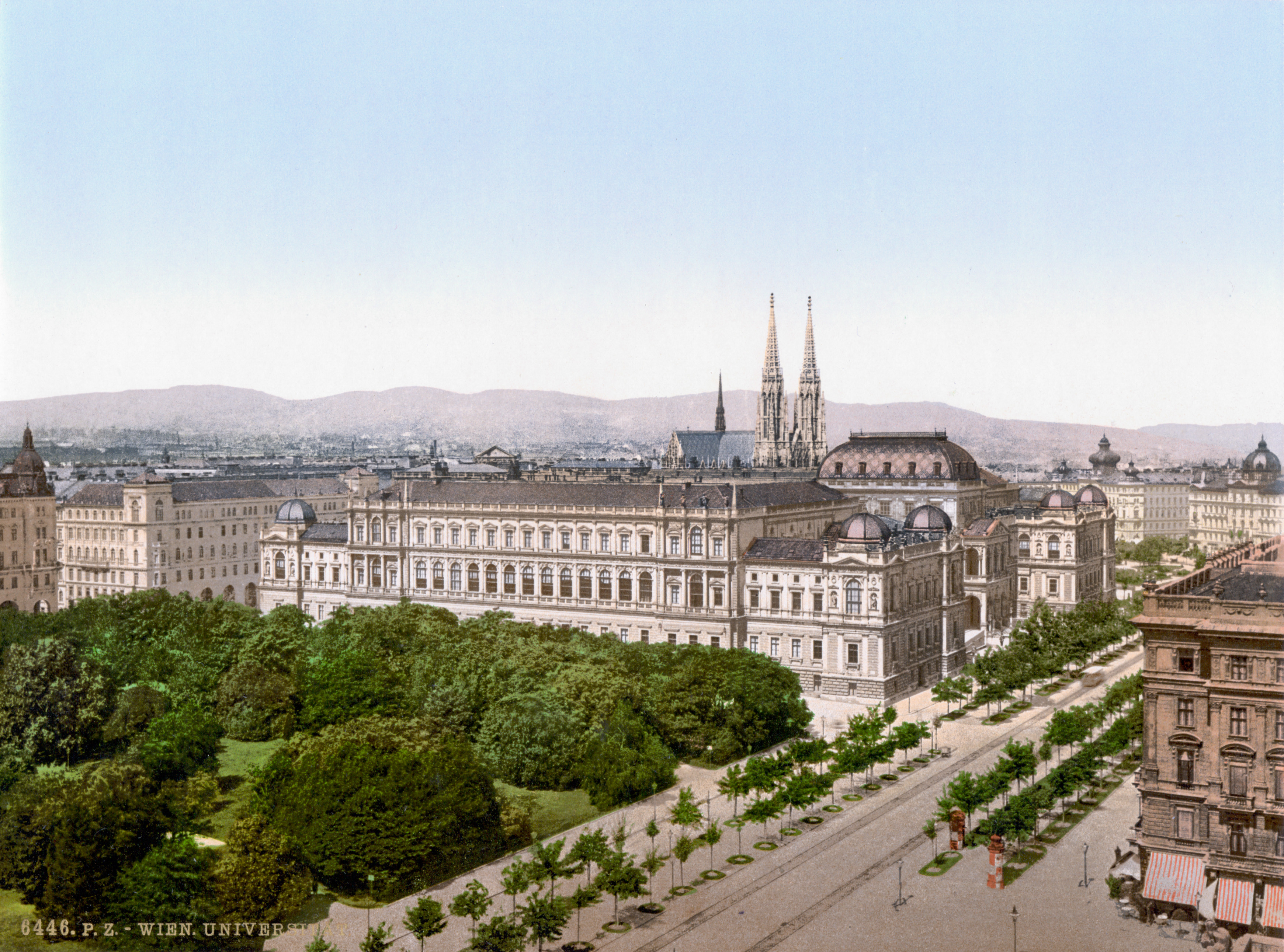
Ратгаусплац і бічний фасад головної будівлі університету близько 1900 року

На місці сьогоднішнього Ратгаусплацу колись розташовувався Йозефштадтський глацис, відкритий простір поза віденською міською стіною, який служив вогневим полем при обороні міста. Пізніше на ньому проводили паради імператорської армії. Під час будівництва Рінгштрассе (Кільцевої вулиці) з 1858 року ця військова територія тривалий час залишалася недоторканою. Бургомістр Каетан фон Фельдер переконав армійців відмовитися від неї, і міський фонд розширення розробив план будівництва для цього району.
Ратгаусплац планувався як найбільший майдан в зоні Рінгштрассе. У 1872—1873 роках міський садівник Рудольф Сібек спроектував північну та південну частини майдану як парк, центральна частина (вісь ратуша-Бурґтеатр) була залишена вільною. Фундамент для будівництва нової ратуші був закладений у 1873 році (західна сторона майдану). У 1874 році розпочалися будівельні роботи на Бурґтеатрі (східна сторона) та на будівлі парламенту (південна сторона). З 1877 року почалось будівництво нової головної будівлі Віденського університету (північна сторона).
За роки існування назва майдану змінювалася чотири рази. У 1870 році він був створений як Ратгаусплац, а в 1907 році був перейменований на Карл-Люгер-Плац на честь Карла Люґера, бургомістра Відня. У 1926 році майдану була повернена назва Ратгаусплац. У 1938 році відбулося нове перейменування на Адольф-Гітлер-Плац, яке було скасоване в 1945 році. Ратгаусплац отримав своє первісне ім'я.
Велика ділянка на осі ратуша-Бурґтеатр використовується для проведення політичних мітингів, а також для культурних та соціальних заходів. Найважливіші з них — Різдвяний ярмарок у листопаді та грудні, Віденська крижана мрія (мобільна ковзанка) у січні та лютому, відкриття Віденського Фестивалю у травні та кінопокази просто неба із класичною музикою у липні та серпні. Бал Життя у мерії Відня також включає Ратгаусплац. З 1959 року традиційно влаштовується Різдвяна ялинка.

## Будівлі

### № 1: ратуша
Центральною спорудою Ратгаусплацу є Віденська ратуша, побудована Фрідріхом фон Шмідтом у 1873—1883 роках. Будівля, яка домінує на майдані, розташована на осі симетрії і створена в стилі неоготики.

### №2, 3 та 4: аркадні будинки
Блок будинків на північ від ратуші був побудований Францом фон Нойманом у 1880—1883 роках. Це житлові будинки, на першому поверсі яких влаштовані аркади, що виходять на Ратгаусплац.

### № 5: Віденський університет, головний корпус
Бічний фасад головного корпусу Віденського університету виходить на північну сторону Ратгаусплацу. Корпус був побудований Генріхом фон Ферстелем у 1873—1884 роках.

### № 6: Парламент
На південну сторону Ратгаусплацу виходить бічний фасад парламенту, побудований як Райхсрат Цислейтанії у 1871—1883 роках. Це найважливіша робота архітектора Теофіла ван Гансена, яку він створив за давньогрецькими зразками.

### № 7, 8 і 9: аркадні будинки
На південь від ратуші розташований блок аркадних будинків, зведених у 1877—1878 роках за проектом архітекторів Фрідріха фон Шмідта та Франца фон Неймана. Аркадні будинки № 2, 3, 4 побудовані пізніше симетрично до них, у 1880—1883 роках.

## Галерея

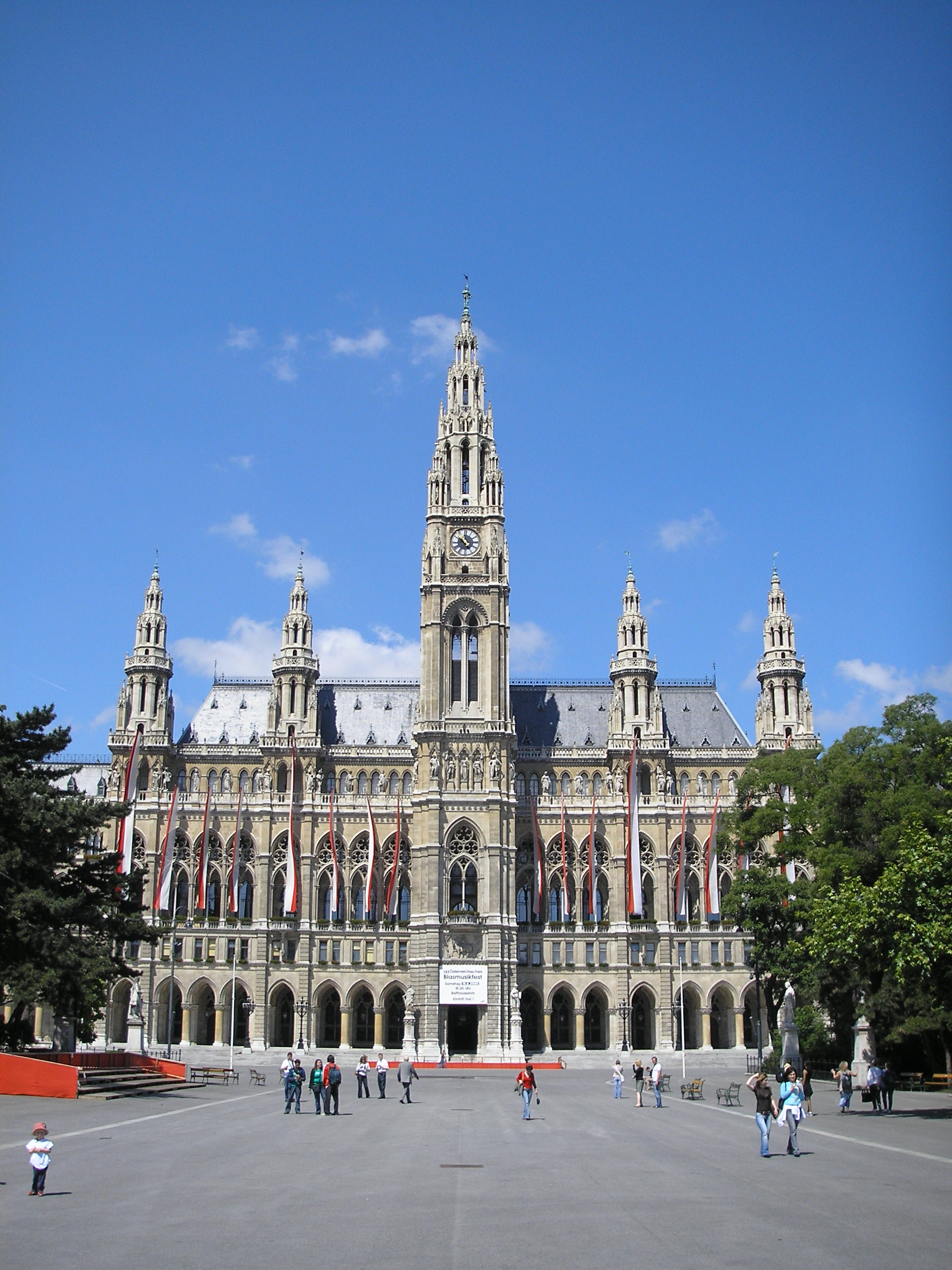
Віденська ратуша
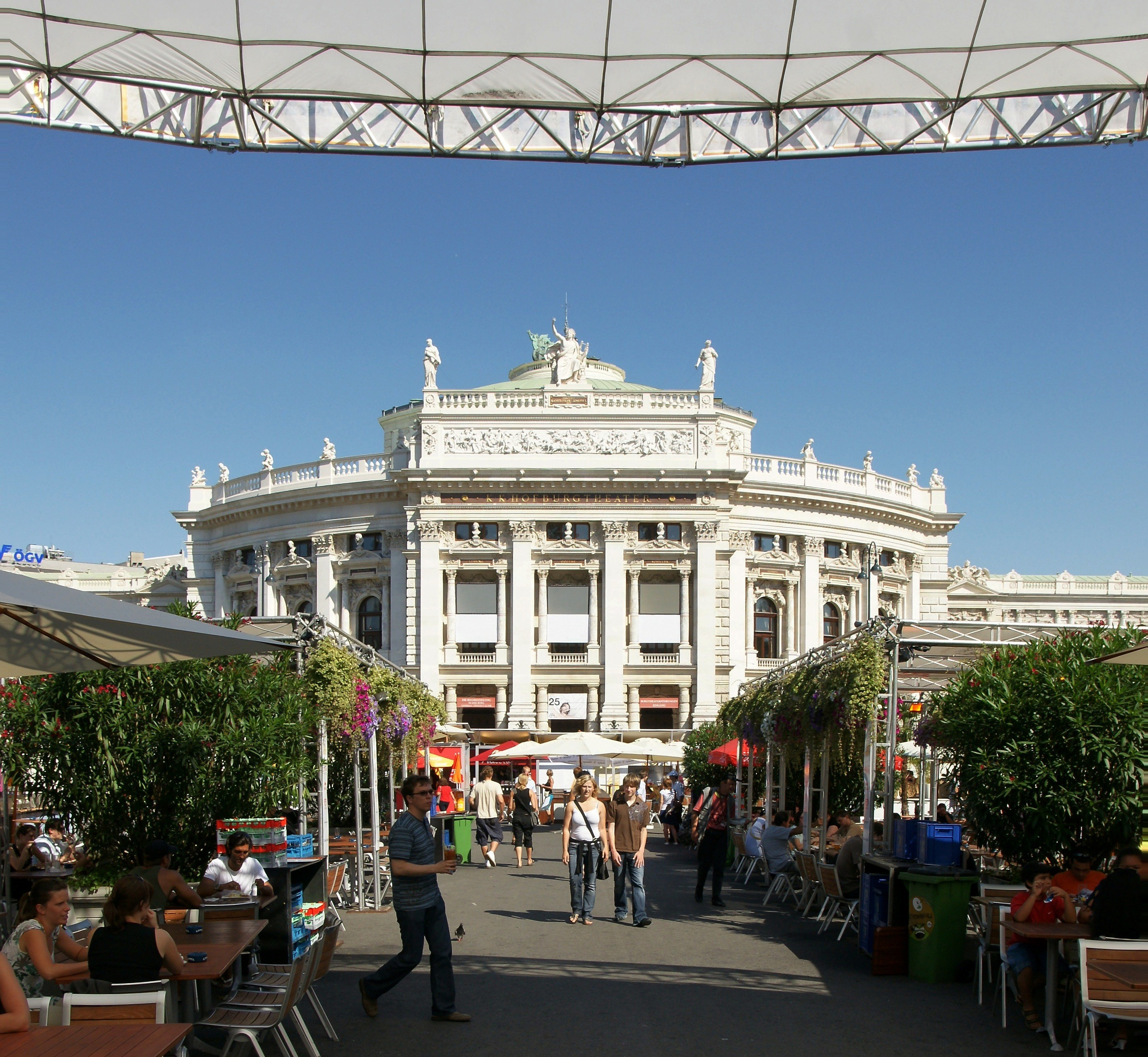
Вид на Бурґтеатр від ратуші
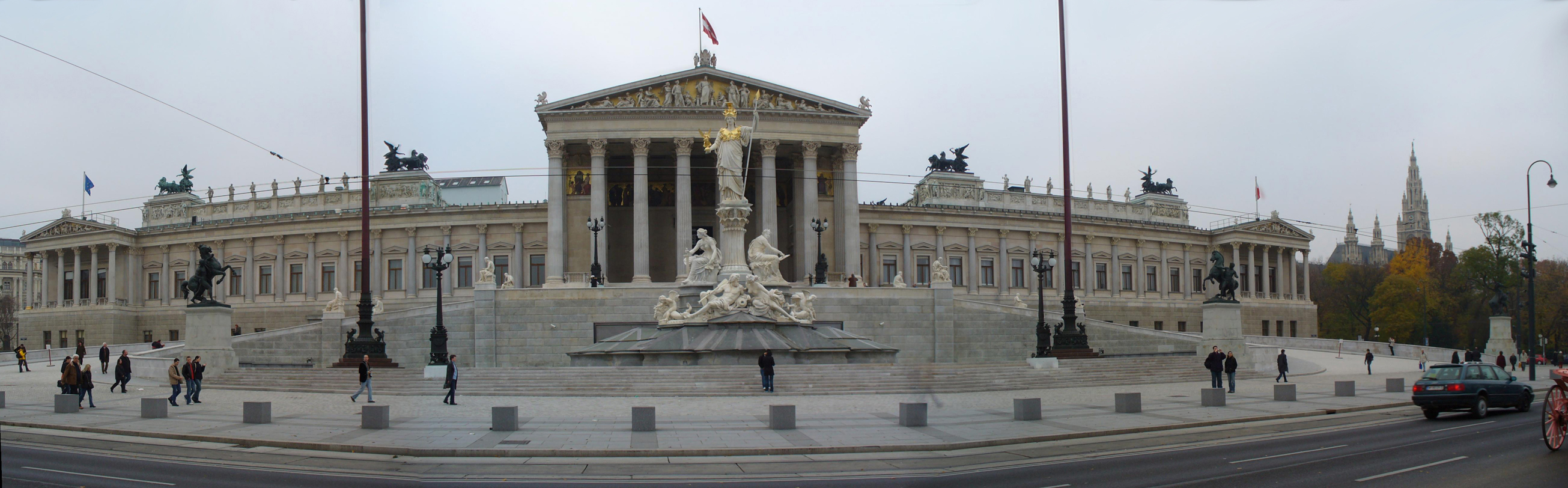
Парламент Австрії. Панорама. Праворуч видно ратушу
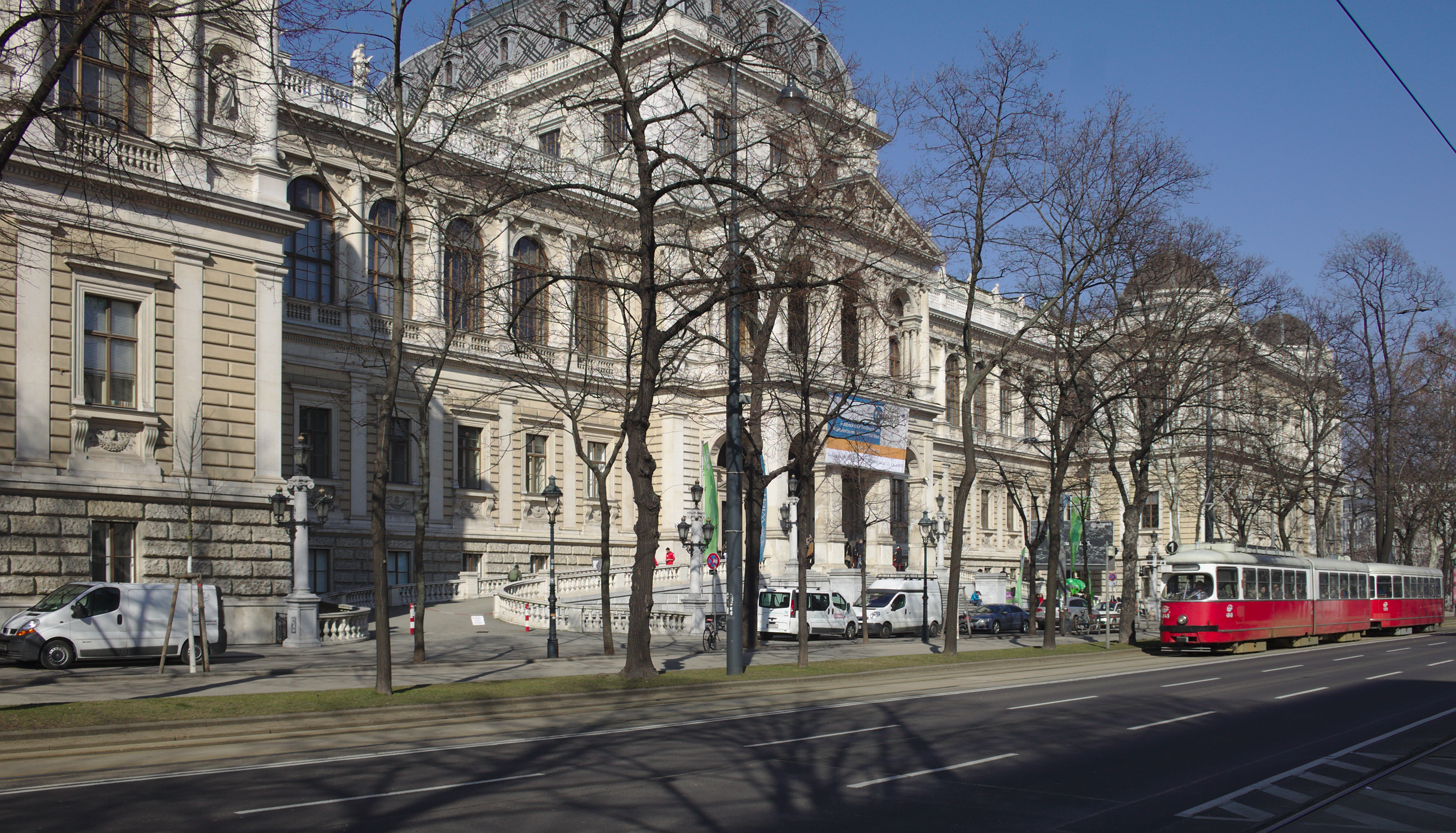
Головний корпус Віденського університету
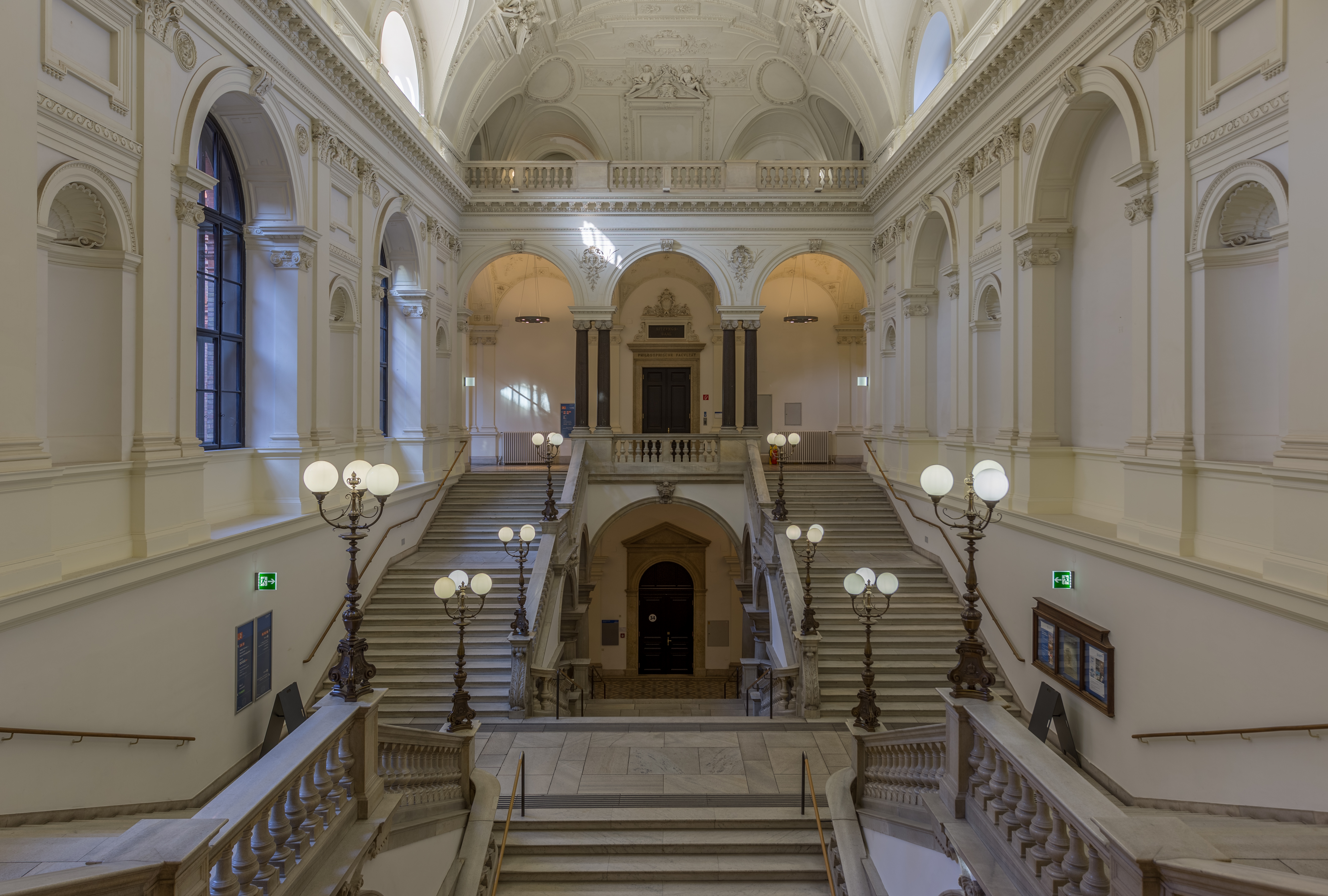
Вестибюль і сходи перед великою залою Віденського університету
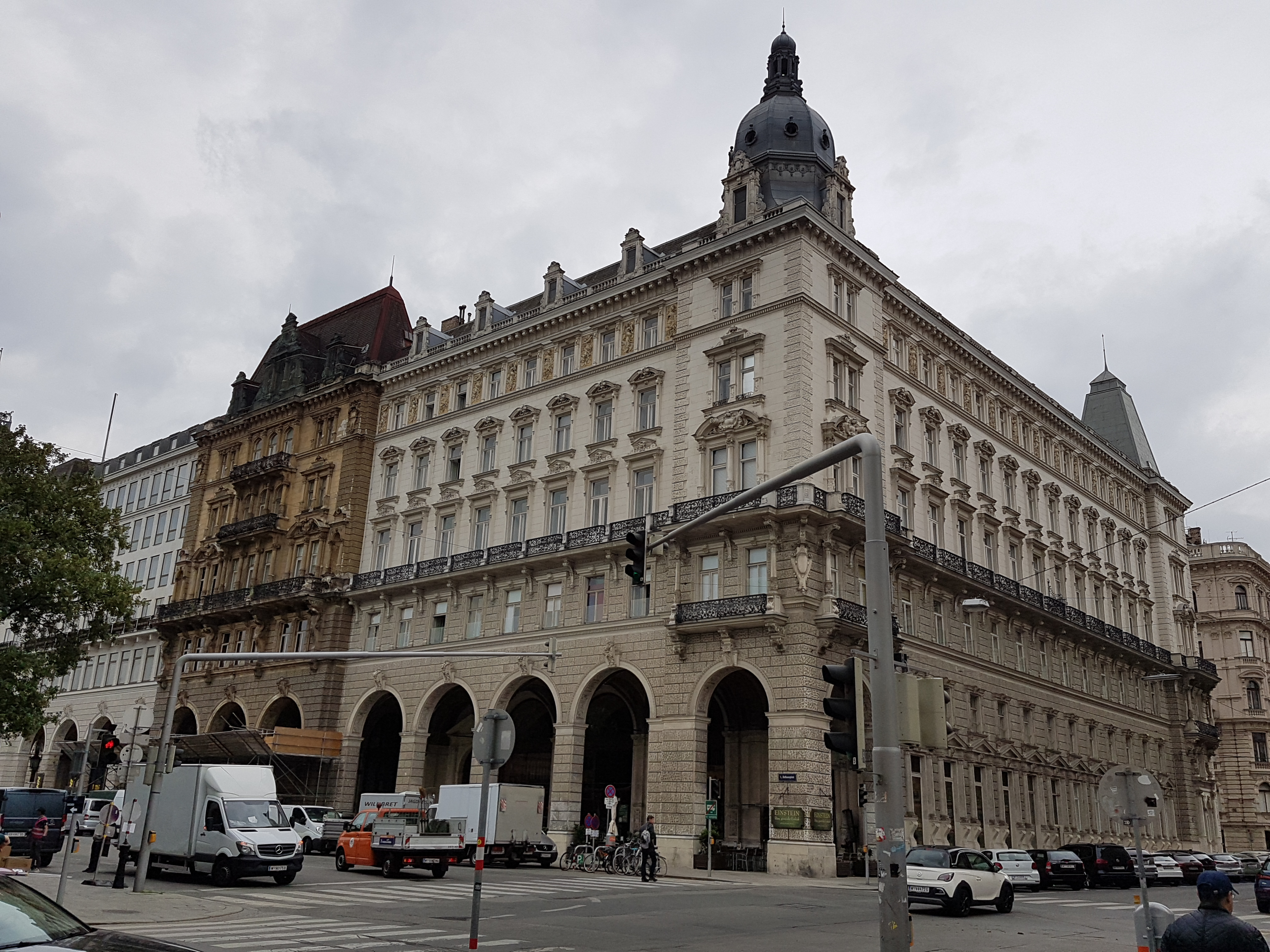
Аркадний будинок